# マリア・アンヌンツィアータ・フォン・エスターライヒ
マリア・アンヌンツィアータ・フォン・エスターライヒ（Maria Annunziata von Österreich, 1876年7月13日 - 1961年4月8日）は、オーストリア＝ハンガリー帝国の皇族。皇帝フランツ・ヨーゼフ1世の姪。全名はマリア・アンヌンツィアータ・アーデルハイト・テレジア・ミカエラ・カロリーネ・ルイーゼ・ピア・イグナティア（Maria Annunziata Adelheid Theresia Michaela Karoline Luise Pia Ignatia von Österreich）。

## 生涯
フランツ・ヨーゼフ1世の弟カール・ルートヴィヒ大公と、その3番目の妻でポルトガルの廃王ミゲル1世の娘であるマリア・テレザの間の第一子、長女として生まれた。父にとっては2番目の娘である。名前は父の2番目の妻マリーア・アンヌンツィアータに因む。家族からは「ミアナ（Miana）」の愛称で呼ばれていた。
1894年から1918年まで、プラハの貴族の娘たちの入る女子修道院の院長を務めた。1902年、エリーザベト皇后の甥にあたるバイエルン公ジークフリートと一時的に婚約した。しかし、婚約後に2人でイングランドへ旅行した際、ジークフリートに精神錯乱の兆候が現れたため、すぐに婚約を解消している。
1898年にエリーザベト皇后が暗殺された後、母親のマリア・テレザ大公妃とともに、ウィーン宮廷のファーストレディ役を務めてもいた。こうした役割のため、彼女はフランシスコ会のオーストリア宣教師団など、多くの団体の後援者・名誉理事の地位にあった。1900年には、マリア＝アンツバッハ近郊のフルートに大公女の名を冠したアンヌンツィアータ修道院が建設された。
腹違いの長兄フランツ・フェルディナント大公は帝位継承者だったが1914年に暗殺されている。また、1916年には甥のカール1世が最後のオーストリア皇帝となった。1961年、同腹の妹エリーザベト・アマーリエの嫁いだリヒテンシュタインの首都ファドゥーツで亡くなり、リヒテンシュタイン侯爵家の墓廟に葬られた。